# Малое Зверево (Нижегородская область)
 Малое Зверево  — деревня в Шарангском районе Нижегородской области в составе Роженцовского сельсовета.

## География
Расположена на расстоянии примерно 10 км на юг по прямой от районного центра посёлка Шаранга.

## История
Упоминается с 1873 года как починок Зверевской, где дворов 8 и жителей 64, в 1905 (Малый Зверев) 36 и 229, в 1926 (деревня Малое Зверево) 54 и 309, в 1950 58 и 212. По местным преданиям основана в начале XIX века переселенцами из-под Котельнича и Яранска. Образовали починок и назвали по фамилии первых поселенцев Малое Зверево (Малое, так как деревня Зверево уже была образована за Шарангой в сторону деревни Пестово). Работали колхозы «Искра», им. Хрущёва, «Заветы Ильича».

## Население
Постоянное население составляло 39 человек (русские 100 %) в 2002 году, 8 в 2010.